# セーレン・バスク
セーレン・トーマス・バスク（Søren Thomas Busk、1953年4月10日 - ）は、デンマーク・グロストルップ出身の元同国代表サッカー選手。現役時代のポジションはDF。

## 経歴
バスクは、「ダニッシュ・ダイナマイト」と呼ばれた1980年代のデンマーク代表で右サイドバックのレギュラーとして10年近く代表に出場した。一方のクラブレベルでは、23歳までグロストルップICでプレーし、以降は国外のリーグを中心にシーズンを送り、1983-83シーズンから3シーズン在籍したKAAヘントでは、3シーズン連続でクラブの年間最優秀選手賞に選ばれる活躍を見せた。また、在籍2シーズン目にはベルギー・カップで優勝を経験している。

## タイトル

### クラブ
ヘント
- ベルギー・カップ : 1回 (1983-84)